# RRAM
In informatica ed elettronica una RRAM (o ReRAM oppure OxRAM, acronimo dell'inglese Resistive Random Access Memory, lett. "memoria ferroelettrica ad accesso casuale") è un tipo di memoria non volatile in cui l'informazione memorizzata è associata alla resistenza di un sottile film di materiale commutabile elettricamente.

## Descrizione
Il funzionamento si basa sulla proprietà tipica dei film di molti ossidi, generalmente ossidi dei metalli di transizione (come HfO2, NiO, Nb2O5, CuxO, Fe2O, Ti2O), perovskiti o SrTiO2 di poter essere portati ad uno stato di bassa resistenza dopo un processo irreversibile chiamato forming.
Durante il forming viene applicata una tensione elettrica all'ossido sino ad ottenere un aumento deciso della corrente elettrica, controllato esternamente per evitare il danneggiamento del sistema (in genere il set up di controllo è costituito da una struttura 1T1R, il dispositivo di memoria resistiva è collegato in serie ad un mosfet che ne limita la corrente); a tal punto il dispositivo è posto nello stato a bassa resistenza, definito stato settato. L'operazione di forming può essere eseguita sia tramite l'applicazione di uno stress a tensione costante oppure tramite l'applicazione di uno stress a rampa. Recentemente sono stati anche realizzati dispositivi che non necessitano dell'operazione di forming (forming free) dal momento che il dispositivo vergine (fresh) presenta una resistenza di valore paragonabile a quella di uno stato resettato.
A tal punto comincia la fase di cycling, cioè la possibilità di reimpostare o impostare ciclicamente il sistema.
Applicando al materiale la tensione di set o di reset se ne modificano le caratteristiche di resistenza elettrica, costituendo così un elemento a comportamento commutativo (acceso/spento, ossia bassa/alta resistenza) adatto per realizzare celle di memoria. La commutazione viene definita di tipo unipolare quando la tensione di set e la tensione di reset hanno la stessa polarità, bipolare nel caso contrario. Generalmente i dispositivi unipolari hanno struttura simmetrica e gli elettrodi sono composti con materiali inerti (es. Pt), mentre nel caso di dispositivi bipolari la struttura non è simmetrica, infatti tra l'ossido e uno solo degli elettrodi (generalmente top electrode) viene depositato uno strato metallico detto buffer layer o getter. Lo scopo è quello di attirare ioni di ossigeno derivanti da processi di ossido-riduzione all'elettrodo e creare una regione substechiometrica all'interno dell'ossido per facilitare la commutazione. Un esempio tipico di struttura bipolare è costituita da uno stack che utilizza elettrodi in nitruro di titanio e buffer layer di titanio.
Ipotizzando ora di avere un sistema in grado di effettuare commutazioni unipolari si applica allo strato di ossido una tensione crescente partendo da 0 V, raggiunto un valore definito tensione di reset si osserva un crollo della corrente circolante conseguente all'aumento della resistenza del sistema.
Per portare il sistema in condizioni di bassa resistenza si procede in maniera simile al forming, sino alla tensione di set. Generalmente la tensione di forming è maggiore della tensione di set, la quale è più elevata della tensione di reset.

## Meccanismo di funzionamento
Sulla natura del funzionamento del forming e della commutazione resistiva sono stati formulati diversi modelli, tuttavia la classe dei materiali con proprietà di commutazione resistiva è tanto ampia da presumere che la commutazione sia riconducibile a diversi meccanismi. Inoltre il funzionamento non dipende solo dal materiale utilizzato, ma anche dal processo di deposizione del film e dal tipo di elettrodi utilizzati.
Per quanto riguarda gli ossidi dei metalli di transizione secondo il modello più accreditato la conduzione durante il forming, ovvero quando l'ossido manifesta la sua resistenza originaria, è dovuta a meccanismi di carica spaziale localizzata, una volta raggiunta la corrente di forming, per effetto Joule si formerebbero filamenti conduttivi localizzati dovuti a vacanze degli atomi di ossigeno ai bordi dei grani cristallini. All'applicazione della tensione di reset tali filamenti si rompono parzialmente in seguito ad un riposizionamento degli atomi di ossigeno.
Il modello spiega la caratteristica I-V ohmica tipica dello stato conduttivo e la sostanziale indipendenza dall'area della resistenza nello stato di conduzione, inoltre numerose indagini C-AFM confermano la natura locale della conduzione. Non è stato totalmente chiarito quali fattori rendano possibile la commutazione unipolare: generalmente la commutazione più frequente è quella di tipo bipolare.

## Pregi e difetti
Attualmente le ReRAM costituiscono una classe di dispositivi ancora in via di sviluppo, ma le loro caratteristiche le rendono in prospettiva interessanti.
Infatti l'utilizzo di ossidi binari dei metalli di transizione è compatibile coi processi standard di produzione dei CMOS. Le strutture per la commutazione unipolare non richiedono un transistor di selezione ma basta un diodo con struttura a pila, permettendo quindi uno sfruttamento più razionale della superficie, a vantaggio della densità d'integrazione. È già stata dimostrata la possibilità di realizzare dispositivi veloci, con tempi di commutazione dell'ordine di 10 ns così come è stata dimostrata la possibilità di realizzare dispositivi multilivello, in grado di memorizzare diversi bit in un'unica cella di memoria.
Di contro, con le tecnologie attuali la corrente di reset richiesta è ancora troppo elevata per permettere una facile integrazione, anche se sono stati già sviluppati alcuni dispositivi in grado di reimpostare con correnti dell'ordine di 0,1 mA.

## Produzione
La società SK Hynix ha annunciato la messa in vendita di ReRAM per il 2015